# Samsung Galaxy Gear
Samsung Galaxy Gear — устройство в виде наручных часов от компании Samsung. Работает под управлением операционной системы Android.
Часы Samsung Galaxy Gear будут доступны более чем в 140 стран мира. В США новинка появилась в октябре по цене $299.
На данный момент часы совместимы с Samsung Galaxy Note 3 и Note 10.1. В России часы появились 8 октября 2013 года по цене 14 990 рублей.
По официальным данным за 2 месяца после начала продаж было продано 800 000 устройств.
23 февраля 2014 года было анонсировано сразу три устройства этого семейства: Samsung Gear Fit, Samsung Gear 2 и Samsung Gear 2 Neo. Gear Fit работает под управлением операционной системы реального времени (RTOS), а Gear 2 и Gear 2 Neo — под управлением Tizen.
В конце мая 2014 года вышло обновление прошивки для модели Galaxy Gear уже на системе Tizen.

## Характеристики
- 1.63 дюймовый дисплей с разрешением 320×320 пикселей 277 PPI (1.67 дюймовый Super AMOLED ≙ 191 dpi; 3х3 см)
- Процессор Exynos с тактовой частотой 800 MHz
- ARM Mali-400 MP4 Graphic-Processor (210 MHz/500 MHz)
- 512 MB оперативной памяти
- 4 GB флэш-памяти
- 1.9 MP камера
- Bluetooth 4.0
- 315 мАч (хватает на 25 часов)
- Акселерометр и гироскоп

## Критика
Сейчас Samsung Galaxy Gear является скорее забавным аксессуаром. Но цена и сами характеристики не делают эту модель интересной. Часы сильно привязаны к смартфону, к тому же в них нет Wi-Fi и 3G. И также серьезным недостатком является привязка только к некоторым моделям смартфонов Samsung серии Galaxy.
Житель Сургута, заказавший из Китая указанные часы со встроенной камерой, был обвинен прокуратурой в незаконном обороте средств для негласного получения информации.